# Chen Danyan
Pour les articles homonymes, voir Chen.
Dans ce nom, le nom de famille, Chen, précède le nom personnel.
Chen Danyan (chinois 陈丹燕), née en 1958 à Shanghai, est une écrivaine chinoise.

## Biographie
Née en 1958 à Shanghai, Chen Danyan est diplômée de l'université normale de la Chine de l'Est en 1982. Elle commence sa carrière d'écrivain par l'écriture de livres pour enfants, avant de prendre pour thème la vie des adolescentes. Elle se fait connaître notamment pour ses critiques de la politique de l'enfant unique, puis en écrivant sur le passé de Shanghai.

## Traductions
- Chen Danyan, « Linda, fille de bar », trad. Elsa Chalaux, dans Wang Anyi, Chen Danyan, Wei Hui, Cheng Naishan et Tang Yin, Shanghai, fantômes sans concession, Autrement, « Littérature/Romans d'une ville », 2004, p. 27-73.
- Chen Danyan, « Jeu de cache-cache sur le Bund », dans Nicolas Idier (dir.), Shanghai : histoire, promenades, anthologie et dictionnaire, Éditions Robert Laffont, coll. « Bouquins », 2010, p. 1188-1190.

## Prix
- 1997 : Prix Unesco pour la littérature d'enfance et de jeunesse, catégorie jeunesse, pour (de) Neun Leben, trad. Barbara Wang, Nagel & Kimche, 1995[3].